# بيل غارارد
بيل غارارد هو سياسي أمريكي، ولد في 10 مايو 1940 في روتشستر في الولايات المتحدة. نشط حزبياً في الحزب الجمهوري. وقد انتخب عضو مجلس نواب أوريغون ‏.